# Betadevario ramachandrani
Betadevario
Genre
Espèce
Statut de conservation UICN

 DD  : Données insuffisantes
Betadevario ramachandrani, unique représentant du genre Betadevario, est une espèce de poissons d'eau douce téléostéens de la famille des Cyprinidae (ordre des Cypriniformes). 

## Répartition
Cette espèce est endémique d'Inde. Il se rencontre uniquement dans le bassin supérieur de la rivière Sita (État du Karnataka).

## Description
Betadevario ramachandrani peut mesurer jusqu'à 61 mm, queue non comprise.

## Classification
Le genre Betadevario et l'espèce Betadevario ramachandrani ont été décrits en 2010 par Padinhare Kattil Pramod (d), Fang Fang (d), K. Rema Devi (d), Te-Yu Liao (d), T. J. Indra (d), K. S. Jameela Beevi (d) et Sven Oscar Kullander (d),.

## Étymologie
Le nom générique, Betadevario, composé du grec ancien βῆτα, bếta, « B », la deuxième lettre de l'alphabet grec (β), et du genre Devario, signifie en quelque sorte le « deuxième Devario ». Par ailleurs c'est également une référence à l'aquariophile indien Beta Mahatvara « qui a fait de gros efforts pour rendre le matériel disponible pour l'étude ».
L'épithète spécifique, ramachandrani, lui a été donnée en l'honneur d'Alappat Ramachandran (1957-) de la Cochin University of Science and Technology (en) pour sa contribution à la gestion de la pêche et de la production de fruits de mer et à ses études sur les poissons ornementaux indigènes.

## Publication originale
- (en) P. K. Pramod, Fang Fang, K. Rema Devi, Te-Yu Liao, T. J. Indra, K. S. Jameela Beevi et Sven O. Kullander, « Betadevario ramachandrani, a new danionine genus and species from the Western Ghats of India (Teleostei: Cyprinidae: Danioninae) », Zootaxa, Magnolia Press (d), vol. 2519, no 1,‎ 28 juin 2010, p. 31-47 (ISSN 1175-5334 et 1175-5326, OCLC 49030618, DOI 10.11646/ZOOTAXA.2519.1.2, lire en ligne).